# Dème de Zacháro
Pour l’article homonyme, voir Zacháro (ville).
Zacháro (grec moderne : Ζαχάρω) est un dème situé dans la périphérie de Grèce-Occidentale en Grèce. Le dème actuel est issu de la fusion en 2011 entre les dèmes de Zacháro et de Figalía.

## Districts municipaux

### District de Zacháro
Le district municipal de Zacháro est divisé en communautés locales :
- Zacháro
- Agios Ilias
- Anilio
- Arini
- Artemida
- Chrysochori
- Giannitsochóri
- Kakóvatos
- Kalidona
- Lépreo
- Makistos
- Milea
- Minthi
- Neochori
- Prasidaki
- Rodina
- Smerna
- Schinoi
- Taxiarches
- Xirochori

### District de Figalía
- Néa Figalía